# Ximena Duque
Ximena Duque (sinh ngày 30 tháng 1 năm 1985) là một nữ diễn viên và người mẫu người Colombia.

## Tiểu sử
Cô sinh ra ở Cali, Valle del Cauca, Colombia, ngày 30 tháng 1 năm 1985 và ở tuổi 12 cô chuyển đến Miami, Florida, nơi cô bắt đầu học về diễn xuất. Duque có một con trai tên Christian Carabias Duque, sinh ngày 16 tháng 5 năm 2004.
Vào tháng 12 năm 2016, Duque đã quen doanh nhân người Florida, Jay Adkins. Cặp đôi này kết hôn vào tháng 6 năm 2017.

## Sự nghiệp
Ximena bắt đầu chương trình thực tế Protagonistas de Novela, dành riêng cho việc tìm kiếm tài năng diễn xuất. Năm 2005, cô bắt đầu sự nghiệp diễn xuất của mình trong bộ phim truyền hình Soñar no cuesta nada, nơi cô đóng vai Jenny. Năm 2007, tham gia Pecados Ajenos với nhân vật tên María Águilar. Năm tiếp theo là một phần của telerovela Valeria với vai diễn Ana Lucía Hidalgo. Trong năm 2009, cô đã có một vai diễn nhỏ trong Victorino telenovela. Trong suốt những năm qua, Ximena Duque đã tham gia diễn xuất trong một số telenovelas của Telemundo.
Trong năm 2010, cô tham gia vào các telenovela Bella calamidades, một phiên bản mới của câu chuyện Cinderella. Năm 2011, cô làm việc cho mạng lưới truyền hình Univision, nơi cô tham gia dàn diễn viên của thần tượng Sacrificio de Mujer. Trong cùng năm đó, cô đã đóng một vai diễn quan trọng với Telemundo khi Carola Conde gia nhập dàn diễn viên La casa de al lado, trong đó Gabriel Porras và David Chocarro là nhân vật phản diện nổi bật. Năm 2012, cô nhận được vai chính thứ hai của mình trong telenovela Corazón valene, với Adriana Fonseca và Fabián Ríos. Trong năm 2013, cô tham gia vào telenovela Santa Diabla, đóng vai nhân vật phản diện chính Trong năm 2014, cô đã tham gia vào Web Novela Mía Mundo.

## Sự nghiệp diễn xuất

### Phim
| Năm  | Tiêu đề          | Vai     | Ghi chú      |
| ---- | ---------------- | ------- | ------------ |
| 2014 | Primero de enero | Carmen  | Phim đầu tay |
| 2015 | Morir soñando    | Isabela |              |

### Chương trình truyền hình
| Năm     | Tiêu đề              | Vai                                                 | Ghi chú                      |
| ------- | -------------------- | --------------------------------------------------- | ---------------------------- |
| 2005    | Soñar no cuesta nada | Jenny                                               | Vai diễn định kỳ             |
| 2007    | Pecados Ajenos       | María Aguilar                                       | Vai diễn định kỳ             |
| 2008    | Valeria              | Ana Lucía Hidalgo                                   | Vai diễn định kỳ             |
| 2008    | El Rostro de Analía  | Camila Moncada                                      | Vai diễn định kỳ             |
| 2009    | Victorinos           | Diana Gallardo                                      | Vai diễn định kỳ             |
| 2010    | Bella calamidades    | Angelina                                            | Vai diễn định kỳ             |
| 2010    | Alguien te mira      | Camila Wood                                         | Vai diễn định kỳ             |
| 2011    | Sacrificio de mujer  | Maria Gracia Exposito                               | Vai diễn định kỳ             |
| 2011    | La casa de al lado   | Carola Conde                                        | Vai chính                    |
| 2012    | Corazón valiente     | Samantha Sandoval Navarro / Samantha Valdez Navarro | Nhân vật chính               |
| 2013-14 | Santa Diabla         | Inés Robledo                                        | Nhân vật phản diện chính     |
| 2014    | Villa paraíso        | Cristina Vidal                                      | Nhân vật phản diện chính     |
| 2015    | Dueños del paraíso   | Érica San Miguel                                    | Nhân vật phản diện chính     |
| 2016    | Clarita              | Clarita                                             | Nhân vật chính               |
| 2016    | ¿Quién es quién?     | Clarita                                             | 2 tập phim                   |
| 2016    | Days of Our Lives    | Blanca                                              | 9 tập phim                   |
| 2017    | La fan               | Adriana Zubizarreta                                 | Nhân vật phản diện chính     |
| 2017    | Queen of the South   | Eva Buemeros                                        | Main Cast                    |
| 2017    | Milagros de Navidad  | Lucía Rodríguez                                     | 3 tập phim: "No lo deporten" |

### Web
| Năm  | Tiêu đề   | Vai  | Ghi chú          |
| ---- | --------- | ---- | ---------------- |
| 2013 | Mía Mundo | Alex | Vai diễn định kỳ |

## Giải thưởng và đề cử
| Năm  | Giải thưởng               | Hạng mục                               | Đề cử              | Kết quả   |
| ---- | ------------------------- | -------------------------------------- | ------------------ | --------- |
| 2012 | Premios People en Español | Best Supporting Actress                | Corazón valiente   | Đề cử     |
| 2012 | Premios People en Español | Best Couple (với Fabián Ríos)          | Corazón valiente   | Đề cử     |
| 2012 | Premios Tu Mundo          | The Perfect Couple (với Fabián Ríos)   | Corazón valiente   | Đoạt giải |
| 2012 | Premios Tu Mundo          | The Best Kiss (với Fabián Ríos)        | Corazón valiente   | Đoạt giải |
| 2013 | Miami Life Awards         | Best Female Lead of telenovela         | Corazón valiente   | Đề cử     |
| 2013 | Premios Tu Mundo          | #MásSocial (với Fabián Ríos)           | Herself            | Đề cử     |
| 2014 | Premios Tu Mundo          | The Best Bad Girl                      | Santa Diabla       | Đoạt giải |
| 2014 | Premios Tu Mundo          | Soy Sexy and I know it                 | Herself            | Đoạt giải |
| 2015 | Premios Tu Mundo          | Best Supporting Actress - Super series | Dueños del paraíso | Đề cử     |